# 長く熱い夜 (曲)
「長く熱い夜」（ながくあついよる）は1986年12月21日に発売された小比類巻かほるの3枚目のシングル。

## 解説
2曲共に日本テレビ系で放送された『あぶない刑事』の挿入歌。1987年6月3日に発売されたサウンドトラック『あぶない刑事 オリジナル・サウンドトラック 総集編』に収録されたシングル。
タイトル曲「長く熱い夜」は、『あぶない刑事』の挿入歌「You're Gonna Lose Me」の日本語歌詞版。

## 収録曲
| #  | タイトル             | 作詞           | 作曲   | 編曲     |
| -- | -------------------- | -------------- | ------ | -------- |
| 1. | 「長く熱い夜」       | 麻生圭子       | MAYUMI | 志熊研三 |
| 2. | 「Cops And Robbers」 | Linda Hennrick | 小路隆 | 新川博   |